# Alojz Pažák
Alojz Pažák (10. června 1926 Levoča – květen 2015) byl slovenský a československý vysokoškolský pedagog, rektor Vysoké školy technické v Košicích, politik Komunistické strany Slovenska a poslanec Sněmovny lidu Federálního shromáždění za normalizace.

## Biografie
Vystudoval základní a střední školu v Košicích. Maturoval roku 1946 na košické Střední průmyslové škole strojické. V roce 1952 absolvoval obor tepelná energetika na Strojnické fakultě Slovenské vysoké školy technické v Bratislavě. Nastoupil pak jako odborný asistent na nově vznikající Vysokou školu technickou v Košicích. Od roku 1952 byl odborným asistentem na katedře částí strojů a mechanismů. V roce 1965 se habilitoval. V roce 1971 se stal profesorem. Dizertační práci obhájil v roce 1977 na Strojnické fakultě Slovenské vysoké školy technické v Bratislavě. Získal čestný doktorát na univerzitě v Miškovci. Byl autorem či spoluautorem dvou vysokoškolských učebnic a pěti skript. Napsal 39 původních vědeckých studií (zejména v oblasti teorie ozubených převodů). Za svou profesní dráhu byl školitelem osmi vědeckých aspirantů. Zastával i posty ve vedení akademické obce. Byl proděkanem, později děkanem Strojnické fakulty a roku 1972 se stal rektorem Vysoké školy technické v Košicích. V této funkci setrval do roku 1989, kdy odešel do penze. V čele košické vysoké školy stál v letech 1972–1989. Předtím působil i jako první předseda organizace akademického sportu v Košicích.
Byl i politicky aktivní. V letech 1973-1974 se uvádí jako účastník zasedání Ústředního výboru Komunistické strany Slovenska.
Ve volbách roku 1986 zasedl za KSS do Sněmovny lidu (volební obvod č. 188 - Bohdanovce, Východoslovenský kraj). Ve Federálním shromáždění setrval do konce funkčního období, tedy do svobodných voleb roku 1990. Netýkal se ho proces kooptací do Federálního shromáždění po sametové revoluci.
K roku 1986 se profesně uvádí jako rektor Vysoké školy technické v Košicích.
Zemřel počátkem května 2015. 7. května se v košickém krematoriu konalo poslední rozloučení.